# 서울 봉은사 판전 신중도
봉은사 판전 신중도(奉恩寺 板殿 神衆圖)은 서울특별시 강남구 삼성동, 봉은사 판전에 있는 조선시대의 신중도이다. 2007년 9월 27일 서울특별시의 유형문화재 제230호로 지정되었다.

## 개요
현재 판전의 향 좌측 벽에 봉안되어 있는 신중도로서 1857년 판전 중단탱으로 조성되었다. 초의선사 의순(草衣禪師 意恂)이 증명으로 참여하였으며, 돈석(頓錫), 법유(法宥), 혜오(惠悟), □규(□奎), □일(□一), 석눌(錫訥) 등이 출초(出草)하고 금어(金魚) 비구(比丘) 선율(善律), 유진(有進), 법인(法仁), 진조(進浩) 등이 제작하였다. 현재 화기 앞부분이 떨어져 나가 정확한 조성연대가 알 수 없지만 시주자인 박용석(朴龍石)이 <봉은사개금탱화시주목록(奉恩寺改金幀畵施主目錄)〉(1857년)에도 그 이름이 올라있고,《불량답매입기(佛糧畓買入記)》에 1857년(철종8) 영기대사(永奇大師) 등이 권화(勸化)하여 판전에 신중탱화를 조성했다는 기록이 남아있어 1856년 판전을 건립하고 그 다음해인 1857년에 조성한 것으로 추정된다.
세로 237cm, 가로 224.4cm의 정사각형에 가까운 화면에 신중들을 4열로 정연하게 배치하였다. 1열과 2열에는 중앙에 흰 소를 타고 있는 (대자재천)大自在天을 비롯하여 모두 20명의 신중, 3열과 4열에는 집금강신(執金剛神)을 중심으로 18명의 천인을 좌우로 배치하였다. 여기에 표현된 인물은 총 39명으로, 화엄신중(華嚴神衆) 39位를 도설한 39위신중도(39位神衆圖)의 형식을 취하고 있다. 제1열 중앙에 위치한 대자재천은 《화엄경》 제1 세주묘엄품(世主妙嚴品)에서 부처님이 마가다국의 아난약법보제도장(阿蘭若法菩提道場)에서 설교하실 때 보현보살을 비롯한 수많은 보살들과 부처를 수호하기 위해 모여든 39위 신중 가운데 하나로서 마혜수라라고도 하는데 형상은 삼목팔비(3目8臂)로 흰 소를 타고 있으며 합장을 하거나 해와 달, 창, 금강령 등의 지물을 들고 있다. 보통 신중도 가운데 표현될 때는 직지사 신중도(1789년), 천은사 신중도(1833년)에서 보듯이 화면의 윗부분에 범천 및 제석천과 함께 상반신만 표현되는 것이 보통이지만, 봉은사 신중도에서는 화면 제일 아래 중앙에 흰 소를 타고 있는 모습으로 묘사되었다. 이러한 도상은 이후 이 작품보다 24년 뒤에 그려진 용문사 신중도(1868년)에서도 볼 수 있다. 대자재천의 주위로는 2열 좌우의 일천자(日天子)와 월천자(月天子)를 비롯하여 천룡팔부와 산신을 비롯한 여러 신들이 질서정연하게 배치되어 있다.
3, 4열은 금강저를 집금강신(執金剛神)을 중심으로 18명의 천인을 배치하였다. 중앙에 위치한 금강신은 앙발(仰髮)에 두 손으로 큼직한 금강저(金剛杵)를 들고 있으며 주위에는 천녀들이 합장을 하거나 간단한 지물을 들고 정적인 모습으로 시립하고 있는데, 이들은 기존의 천녀의 복식이 아닌 독특한 복식을 착용하고 있어 39위 신중도 중 천왕(天王)을 표현한 것이 아닌가 생각되지만 도상 상 특징이 없어 확언하기 어렵다.
전체적으로 화면에 꽉 차게 39명의 인물들을 표현하였지만 4열로 질서있게 배치해서인지 화면이 정돈된 느낌을 준다. 채색은 특히 아래 부분이 많이 박락되어 손상이 있지만 적색을 주조로 하고 녹색과 청색 , 흰색, 금니 등을 함께 사용하였다. 천인들은 얼굴을 흰색으로 칠하고 음영 없이 간단하게 이목구비를 묘사한 반면 천룡팔부 등 신장들은 흰색 또는 육색으로 칠하고 눈과 코, 입주위에 음영을 넣어 처리하여 대비를 이루고 있다. 필선은 섬세한 편이며, 부분 부분에 세밀한 문양이 돋보인다.
화기
…二十二日神 傍□月… 奉安 于奉恩寺板殿中壇奉… 主上殿下壽萬歲 王妃殿下壽千秋 大王大妃殿下壽無彊 王大妃殿下壽無窮 大妃殿下壽齊年 緣化秩 證明比丘意恂 性惟 日圓 誦呪比丘性閑 瑞日 □殷 金魚比丘善律 有進 法仁 進浩 出草比丘頓錫 法宥 惠悟 □奎 □一 錫訥 持殿比丘海雲 道□ 立□比丘法悅 化主比丘世元包舍□明 別□□丘寶性敏悅 都□比丘世元呂王 釆翼 判□比丘善義 供□比丘丘文洪善□ □□比丘道彦 □□比丘牀蓮 □信 …秩 …生朴龍石 …增長 …改金… 乾命□戌生朴鍾… 坤命壬戌生李氏 願以□功□… 普及於一□□□ 我等與衆生 當生極樂國 同見無量壽 皆共成佛道 乾命□□生洪在□

이 불화는 1856년 판전을 건립하고 그 다음해인 1857년에 조성한 것으로 추정되는 신중도로서 초의선사 의순(草衣禪師 意恂)이 증명으로 참여하였으며, 선율(善律), 유진(有進), 법인(法仁), 진조(進浩) 등이 제작한 것이다. 화엄경 39위신중을 묘사한 드문 형식 가운데 하나로서 많은 인물들을 화면에 꽉 차게 배치하면서도 4열로 질서정연한 배치를 보여줄 뿐 아니라 섬세한 필선과 세밀한 문양이 돋보여 서울시 유형문화재로 지정한다.

## 참고 자료
- 봉은사 판전 신중도 - 국가유산청 국가유산포털